# 奥利霍瓦特卡 (奥利霍瓦特卡区)
奥利霍瓦特卡（羅馬化：Olʹkhovatka）是俄罗斯沃罗涅日州的市级镇、奥利霍瓦特卡区行政中心，位于顿河支流黑卡利特瓦河（Чёрная Калитва）畔，在州府沃罗涅日南方。
该地2021年人口有3,303人；2010年人口3,806；2002年人口4,424；1989年人口4,333。